# Hyphydrus contiguus
Hyphydrus contiguus är en skalbaggsart som beskrevs av Wehncke 1877. Hyphydrus contiguus ingår i släktet Hyphydrus och familjen dykare. Inga underarter finns listade i Catalogue of Life.